# 林登 (密歇根州)
林登（英語：Linden）是一個位於美國密歇根州傑納西縣的城市。

## 人口
根據2020年美國人口普查的數據，林登的面積為6.27平方千米，當中陸地面積為6.10平方千米，而水域面積為0.17平方千米。當地共有人口4142人，而人口密度為每平方千米661人。